# Ameriški klek
Ameriški klek (znanstveno ime Thuja occidentalis) je vrsta rodu Thuja (klek), ki spada v družino cipresovk (Cupressaceae), pripadnic reda borovcev (Pinales). Cipresovka velja za avtohtono vrsto severnoameriških območij; najdemo jo v vzhodni Kanadi in severnih ter severovzhodnih predelih Združenih držav Amerike. Vrsta je bila označena kot najmanj ogrožena vrsta. Ker se klek pogosto sadi kot okrasno drevo tudi v Evropi, po videzu pa spominja na druge cipresovke, ga laiki velikokrat imenujejo kar cipresa, četudi ne sodi v rod Cupressus (kot denimo vednozelena cipresa, Cupressus sempervirens).

## Značilnosti

### Izgled
Ameriški klek se pojavlja v obliki drevesa, ki lahko doseže tudi do 20 metrov višine. Kot večina drugih iglavcev je tudi ameriški klek vednozeleno drevo, ki svoje luskaste liste obdrži tudi pozimi. Krošnja navadno zavzame nekoliko stožčasto obliko, klekove veje, ki so razporejene na gosto, pa so ukrivljene navzgor. Prepoznavna lastnost ameriškega kleka je vselej pokončen in vzravnan vrhnji del. Ameriški klek ima lubje rdečerjave barve, ki se občasno lušči v trakasti obliki.

### Listi
Karakteristična lastnost cipresovk, ki sodijo v deblo iglavcev, je odsotnost igličastih listov (tako imenovanih iglic), ki se pojavljajo pri večini iglavcev. Listi cipresovk so drobni in luskasti. Klekovi luskasti listi so nameščeni štiriredno. Gornja stran klekovih listov je temnozelena, medtem ko so na spodnji vidni nekoliko svetlejši odtenki. Če liste zmečkamo, je moč zavohati trpek vonj. Na zgornjem delu listov je moč zapaziti okrogle žleze.

### Cvetovi
Klekovi majhni moški cvetovi so značilno rjavkasto rumene barve in kroglaste oblike. Slabše vidni so ženski cvetovi. Klek je mogoče od paciprese (Chamaecyparis) razločevati z opazovanjem storžev, ki so pri ameriškem kleku rumenkasto rjavi (najprej zeleno rumeni) in podolgasti (dosežejo 12 milimetrov). Ob zrelosti so vidne jasno razkrečene luske, medtem ko storži nekoliko potemnijo. Klekova semena so krilata.

### Drugo
Ameriški klek velja za strupeno vrsto; strupeni so vsi njegovi deli. Kleka se občasno poslužujejo tudi v medicini.

## Pojavljanje
Ameriški klek ima na Rdečem seznamu IUCN status globalno najmanj ogrožene vrste. Vrsta je domorodni ameriški iglavec, ki ga najdemo v vzhodni Kanadi in severnih predelih ZDA. Drevo se pojavlja tudi pri nas, pri čemer je pogosto gojena parkovna ali vrtna vrsta, najti pa ga je mogoče tudi na pokopališčih ali kot gradnika živih mej.

## Galerija
- Še nezreli storži so podolgovati, dolgi do 1,2 centimetra, in svetlo rjave (do rumene) barve.
- Zelenkasti in nekoliko rumenkasti nezreli storži ameriškega kleka.
- Klekovi zreli storži so temno rjavi in imajo široko razprte luske.
- Listi so luskasti (in ne igličasti) ter spominjajo na liste drugih cipresovk.
- Vrh klekove krošnje je pokončen.
- Lubje je prepoznavne rdečkasto rjave barve.
- Kot pogosto okrasno drevo se klek pojavlja v več kultivarjih; eden izmed njih je tako imenovani rožnati 'Rheingold'.
- Ilustracija luskastih listov in storžev.